# Чемпионат мира по конькобежному спорту 1899
Чемпионат мира по конькобежному спорту в классическом многоборье среди мужчин 1899 года прошёл 4-5 февраля на катках Friedenauer Sportplatz и Westeisbahn в Берлине, Германия. В нём приняли участие 11 спортсменов. В первый день спортсмены соревновались на 400 метровой дорожке катка Friedenauer Sportplatz, во второй день из-за плохого состояния льда соревнования продолжились на 335 метровой дорожке катка Westeisbahn. Для получения звания чемпиона требовалось победить на трёх дистанциях. Серебряная и бронзовая медали не присуждались. Чемпионом мира во второй раз подряд стал норвежец Педер Эстлунд, победивший на трёх дистанциях из четырёх.

## Результаты
| Место | Спортсмен        | Страна         | 500 м      | 5000 м      | 1500 м     | 10 000 м    |
| ----- | ---------------- | -------------- | ---------- | ----------- | ---------- | ----------- |
| 1     | Педер Эстлунд    | Норвегия       | 50,5 (1)   | 9.54,6 (1)  | 2.45,0 (1) | 21.25,2 (3) |
| (2)   | Иоганн Пихлер    | Австрия        | 57,5 (4)   | 11.52,2 (4) | 3.06,6 (3) | 22.29,0 (5) |
| NS4   | Ф. Токлас        | Германия       | 1.20,2 (7) | 13.40,4 (5) | 3.52,0 (5) | NS          |
| NF3   | Ян Греве         | Нидерланды     | 55,0 (3)   | 10.54,4 (2) | NF         | 20.36,2 (1) |
| NS3   | Рудольф Шиндлер  | Германия       | 1.05,0 (6) | 13.51,4 (6) | NS         |             |
| NF2   | Юлиус Сейлер     | Германия       | 51,5 (2)   | NF          | 2.48,2 (2) | 21.25,0 (2) |
| NS2   | Чарльз Эджингтон | Великобритания | 1.00,0 (5) | NS          | 3.12,4 (4) | 21.50,2 (4) |
| NF1   | Николай Крюков   | Россия         | NF         | 11.40,0 (3) |            | DQ          |

NF = не закончил дистанцию
NS = не вышел на старт на дистанции
DQ дисквалификация